# اصلاحیه (شهر)
شهر اصلاحیه (به ترکی استانبولی: İslahiye) شهری است در کشور ترکیه که در استان غازی عینتاب واقع شده‌است. جمعیت این شهر بر اساس سرشماری سال ۲۰۰۸ میلادی ۳۱٬۲۰۴ نفر و بر اساس برآوردهای سال ۲۰۰۹ میلادی ۳۰٬۴۴۵ نفر می‌باشد.